# Azabal
Azabal es una entidad local menor española del municipio del Casar de Palomero, perteneciente a la provincia de Cáceres, en la comunidad autónoma de Extremadura. Está situada en la comarca de Las Hurdes, a orilla del río de los Ángeles.

## Historia
Es una alquería muy antigua, en cuyas inmediaciones se encuentran importantes estaciones prehistóricas, con grandes grabados rupestres y explotaciones auríferas. Curiosamente, el apellido Azabal está extendido por todas Las Hurdes, lo que denota la antigüedad del lugar. En un documento del siglo XI, ya se habla de los moradores de las majadas de Azabal.
A mediados del siglo XIX, el lugar, una alquería dependiente de la villa del Casar de Palomero, tenía contabilizadas 30 casas. Aparece descrito en el tercer volumen del Diccionario geográfico-estadístico-histórico de España y sus posesiones de Ultramar de Pascual Madoz de la siguiente manera:

AZABAL: alq. que forma ayunt. con la v. del Cazar de Palomero, en la prov. de Cáceres, part. jud. de Granadilla: sit. a 1/2 leg. O. de su matriz á la falda N. de la sierra de Altamira, márg. der. del r. Angeles ó del Pino (V.); dominada del viento N.; se sufre un clima frio, húmedo y enfermo, padeciéndose con mas frecuencia hidropesias é inflamatorias: tiene 30 casas malas y mal distribuidas, sin ningun otro edificio: en cuanto á la adm. civil forma ayunt. con la v. del Casar, teniendo casi siempre 1 vec. en la corporacion, y ademas para el gobierno local un alc. p., y para lo ecl. es tambien felig. de la misma v. Confina su térm. por N. con el conc. de Camino-morisco, E. el Casar de Palomero; S. Marchagaz; y O. el Pino-franqueado, á dist. el que mas 1/2 leg., y su terreno es malísimo, escabroso, de inferior calidad, a escepcion de alguna hondonada, donde se encuentra alguna miga, y admite cultivo: le baña el r. Angeles que pasa cerca de las casas de O, á E,, el cual es ya conocido en este punto con el nombre del Pino: los caminos son mas bien veredas que comunican a los pueblos inmediatos: el correo es el mismo de su matriz: prod. legumbres, aceite y castañas; se mantiene algun ganado cabrio, menos vacuno, caza mayor y menor y buenos peces y truchas de superior calidad: ind. 1 molino harinero y otro de aceite: pobl. riqueza y contr. estan incluidas con el Casar de Palomero. Esta algo corresponde ya al terr. de las Hurdes, aunque en rigor no se cuente como tal la v. del Casar de que depende.
(Madoz, 1846, p. 205)

En diciembre de 2005 Azabal quedó constituida como entidad local menor en el término municipal de Casar de Palomero.

## Transporte
El pueblo se sitúa a escasos 2 km al este de Pinofranqueado. Al sur de Pinofranqueado sale de la carretera autonómica EX-204 la provincial CC-110, que es la principal carretera que lleva a Azabal. La CC-110 es estrecha y tiene un trazado sinuoso, pero esto no supone gran obstáculo para llegar al pueblo debido a la proximidad de la EX-204. La CC-110 se prolonga al este del pueblo en forma de camino rural, a través del cual se puede acceder a la carretera que une la capital municipal con Caminomorisco. Al norte de Azabal sale otro camino rural que permite ir directamente a Caminomorisco.

## Patrimonio
Iglesia parroquial católica bajo la advocación de san Ramón Nonato, perteneciente a la diócesis de Coria.

## Festividades
Fiestas patronales de San Ramón Nonato, día 31 de agosto.